# Kasjgar (stad)
Kasjgar, Kashgar of Qashqar is een stad in Xinjiang, een autonome regio in het westen van de China. De oasestad ligt aan de gelijknamige rivier, ten westen van de Taklamakanwoestijn in het uiterste westen van China, op 1304 meter boven zeeniveau, aan de voet van het Pamirgebergte. Ze telt ongeveer 285.000 inwoners. Ten oosten van de stad liggen de ruïnes van de oude handelsstad Hano-i.
De stad is de meest westelijke Chinese stad op de zijderoute.

## Bevolking
De bevolking bestaat overwegend uit Oeigoeren en daarmee is de stad overwegend islamitisch. Het stadsbeeld wordt overheerst door islamitische architectuur met onder meer de bazaar en de grote Id-Kah-moskee. De Chinese regering voert een omvangrijke modernisering van de stad door. De oude stad wordt systematisch gesloopt en gemoderniseerd. De Go west politiek van de Chinese overheid, waarbij Han-Chinezen door subsidies en belastingkortingen aangemoedigd worden om naar de westelijke Chinese provincies te verhuizen, leidt tot een toename van het percentage Han-Chinezen.

## Economie
Kashgar is begin- en eindpunt van de Karakoram-weg, die China met Pakistan verbindt en de Torugartpas, die China met Kirgizië verbindt. In Kashgar wordt wekelijks op zondag een enorme markt gehouden. De stad is van oudsher van belang als handelscentrum (knooppunt van karavaanroutes). In de vruchtbare omgeving worden onder meer groenten, katoen en zijderupsen gekweekt. De industrie is voornamelijk gebaseerd op de landbouw (productie van leder, zijde, katoen en voedingsmiddelen), de bouw van landbouwmachines, de productie van cement en de ambachtelijke vervaardiging van tapijten.

## Geschiedenis
Kashgar was aanvankelijk een stadstaat in Sinkiang, een van de Zesendertig Rijken van de Westelijke Gebieden genoemd in de Chinese kronieken. De eerste vermelding gaat terug tot de 2e eeuw v.Chr., wanneer het vermeld wordt als hoofdstad van het koninkrijk Shule.   
Tot de 8e eeuw werd de stad herhaaldelijk door Turken en Han-Chinezenonderworpen (onder meer protectoraat van de Westelijke Han-dynastie, 1e eeuw v.Chr.). De stad lag strategisch aan de Zijderoute, waar deze samenkwam met de hoofdweg van de Indus over de Karakorum naar Islamabad. In 78 n.Chr. werd er een Chinees garnizoen gelegerd.
De stad kwam aan het eind van de 7e eeuw in handen van de T'ang-dynastie en hierna achtereenvolgens in handen van Turkse Karlukken (8e eeuw), Oeigoeren (10e–11e eeuw) en Kara-kitai (12e eeuw). Met de verovering door de Mongolen in 1219 begon een bloeiperiode, die eindigde met de plundering door Timoer Lenk (14e eeuw). 
Ten tijde van de Tj'ing-dynastie werd de stad weer Chinees (1755). Sindsdien is de stad herhaaldelijk het toneel geweest van islamitische opstanden (met name 1862–1875 en 1928–1937). In de 19e eeuw riep de Centraal-Aziatische krijgsheer Yakub Beg zich uit tot khan van de staat Kashgarië. Na zijn dood in 1877 kwam het gebied weer onder Chinees bestuur.
Begin augustus 2008 was Kashgar het toneel van een aanslag tegen de Chinese grenspolitie. Daarbij werden volgens het Chinese staatspersbureau Xinhua zestien agenten gedood en zestien raakten gewond. Twee personen reden met een bestelwagen de grenspost in Kashgar binnen en wierpen twee granaten, die ontploften. Volgens de Chinese politie had de aanslag een terroristisch karakter en zou hij gelinkt kunnen zijn aan een militante separatistische groep, de Islamitische Partij van Turkestan.

## Sloop van de oude stad
In februari 2009 begon de Chinese overheid met het verplaatsen van 50.000 gezinnen uit het oude centrum van Kashgar. Het slopen van de meer dan 1000 jaar oude binnenstad, waar vooral Oeigoeren wonen, is een doorn in het oog van architecten en archeologen, die de architectuur als uniek beschouwen. Als reden voor de sloop wordt door de Chinese overheid gegeven dat de oude stad door zijn leeftijd geërodeerd en verouderd zou zijn en dat de oude huizen gevaar lopen voor instorting tijdens een aardbeving. De sloop zou verder ook nodig zijn om riolering, waterleiding en bredere straten aan te leggen. 
Kashgar is een van de laatste steden in Xinjiang waar nog traditionele Oeigoerse architectuur en cultuur te vinden is. De meeste Oeigoerse woningen in andere steden hebben in de afgelopen decennia al plaatsgemaakt voor Chinese flats en snelwegen.